# ورزشگاه آتلون
ورزشگاه آتلون (به لاتین: Athlone Stadium) یک ورزشگاه در آفریقای جنوبی است که در Athlone واقع شده‌است.